# Комиссия ООН по науке и технике в целях развития
Комиссия Организации Объединенных Наций по науке и технике в целях развития (англ. United Nations Commission on Science and Technology for Development, CSTD) является вспомогательным органом Экономического и Социального Совета ООН (ЭКОСОС), одного из шести главных органов ООН. Она была учреждена резолюцией 46/235 Генеральной Ассамблеи и осуществляет общее руководство соответствующей программой работы. 
Сокращенное название — КНТР или МКНТР..

## Структура
Комиссия включает 43 члена и, в соответствии с резолюцией 2002/37 Экономического и Социального Совета, проводит ежегодные заседания, отчитываясь перед Советом. Согласно резолюции 1993/75, комиссия получает специализированные и технические консультации от рабочих групп и семинаров, которые собираются между сессиями для изучения конкретных вопросов, связанных с наукой и технологиями в целях развития. Существенную поддержку комиссии оказывает Секретариат ЮНКТАД.

## История
Первое заседание Комиссии состоялось в апреле 1993 года в Нью-Йорке, США. Она заменила бывший Межправительственный комитет по науке и технике в целях развития и его консультативный комитет, созданный после Венской конференции по науке и технике в целях развития в 1979 году. С июля 1993 года основное обслуживание Комиссии обеспечивает Секретариат ЮНКТАД. В последующие годы заседания Комиссии проводились в Женеве, Швейцария, во Дворце Наций.

## Задачи
Комиссия по развитию торговли и развитию была создана для предоставления Генеральной Ассамблее и Экономическому и Социальному Совету консультаций высокого уровня по ключевым вопросам. Её деятельность направлена на проведение анализа и выработку соответствующих политических рекомендаций или вариантов действий. Это позволяет указанным органам эффективно руководить будущей работой Организации Объединённых Наций, формировать общую политику и координировать соответствующие действия.

## Руководство
Питер Мейджор (Peter Major) занимает должность председателя Комиссии по науке и технологиям в целях развития.

## Членство
В состав комиссии входят 43 государства-члена, избираемые Экономическим и Социальным Советом (ЭКОСОС) на срок в четыре года. Эксперты, назначаемые соответствующими правительствами, должны обладать необходимой квалификацией, а также профессиональными или научными знаниями. Представительство в комиссии распределяется следующим образом: 11 членов из африканских государств, 9 членов из азиатских государств, 8 членов из государств Латинской Америки и Карибского бассейна, 5 членов из государств Восточной Европы и 10 членов из государств Западной Европы и других регионов.
Членами Комиссии являются следующие государства:

### Африка
- Ангола (2018)
- Камерун (2016)
- Центральноафриканская Республика (2016)
- Кот-д'Ивуар (2018)
- Кения (2018)
- Либерия (2016)
- Мавритания (2018)
- Маврикий (2018)
- Нигерия (2016)
- Уганда (2018)
- Замбия (2016)

### Азия
- Китай (2018)
- Индия (2018)
- Иран (Исламская Республика) (2018)
- Япония (2016)
- Оман (2016)
- Пакистан (2018)
- Шри-Ланка (2016)
- Таиланд (2018)
- Туркменистан (2016)
- Узбекистан

### Восточная Европа
- Болгария (2018)
- Венгрия (2016)
- Латвия (2018)
- Польша (2018)
- Российская Федерация (2016)

### Западная Европа и другие государства
- Австрия (2016)
- Канада (2018)
- Финляндия (2016)
- Германия (2016)
- Португалия (2016)
- Швеция (2018)
- Швейцария (2016)
- Турция (2018)
- Соединенное Королевство (2018)
- Соединенные Штаты Америки (2018)